# Primarias para el liderazgo de Ciudadanos 2020
Las Elecciones al liderazgo de Ciudadanos, u oficialmente, la V asamblea general de Ciudadanos tuvieron lugar el 15 de marzo de 2020 siendo convocadas por la gestora de Ciudadanos tras la dimisión del líder del partido Albert Rivera el 11 de noviembre de 2019 debido a que un día antes Ciudadanos había obtenido su peor resultado electoral. 

## Candidatos

### Candidatos declarados
| Candidato                          | Candidato | Candidato | Funciones | Ref.                    |
| ---------------------------------- | --------- | --------- | --- | ----------------------- |
| Inés Arrimadas García (38 años)    |           |           | Diputada en las Cortes Generales en representación de Barcelona Otras funciones: Portavoz de Cs en el Congreso de los Diputados (desde 2019) Líder de la oposición y portavoz de Cs en Cataluña (2015-2019) Diputada en el Parlamento de Cataluña por Barcelona (2012-2019)                                       | [ 4 ] [ 5 ] [ 6 ] [ 7 ] |
| Francisco Igea Arisqueta (55 años) |           |           | Exvicepresidente de la Junta de Castilla y León Otras funciones: Exconsejero de Transparencia, Ordenación del Territorio y Acción Exterior de la Junta de Castilla y León Exportavoz del gobierno de CyL Procurador en las Cortes de CyL Diputado en el Congreso de los Diputados en representación de Valladolid | [ 8 ] [ 9 ] [ 10 ]      |
| Ximo Aparici                       |           |           | Militante | [ 11 ]                  |

### Declinaron
- Albert Rivera (edad 39) — Miembro del Congreso de los Diputados (2015–2019); miembro del Parlamento catalán (2006–2015); dirigente del Partido de Ciudadanos (2006–2019)[2]
- Luis Garicano (edad 52) — Diputado del Parlamento Europeo (por España) (desde 2019)
- Ignacio Aguado (edad 36) — Vicepresidente de la Comunidad de Madrid (desde entonces 2019); consejero de Deportes y Transparencia de la Comunidad de Madrid (desde 2019); portavoz del Gobierno de la Comunidad de Madrid (desde 2019); diputado en la Asamblea de Madrid (desde 2015)[12][13]
- Begoña Villacís (edad 42) — Teniente de alcalde de Madrid (desde 2019); concejal de Madrid (desde 2015)[5][14]

## Apoyos

### Inés Arrimadas
- Ignacio Aguado (Exvicepresidente de la Comunidad de Madrid)
- Begoña Villacís (Vicealcaldesa de Madrid)
- Juan Marín (Vicepresidente de Andalucía)
- Toni Cantó (Exlíder de Cs en Les Corts Valencianes)
- Jordi Cañas (Miembro del parlamento Europeo)

### Francisco Igea
- Eduardo de Castro (Alcalde-presidente de Melilla).
- Fernando Navarro Fernández-Rodríguez (Exdiputado del Congreso de los Diputados y exviceconsejero de Transparencia de la Junta de Castilla y León).
- Orlena de Miguel (Exdiputada del Congreso de los Diputados y concejal de Torrejón del Rey).
- Marta Marbán Frutos (Exdiputada de la Asamblea de Madrid).

## Resultados

### Elección de compromisarios
La elección de compromisarios se llevó a cabo el día 29 de febrero (votación telemática) y 1 de marzo (votación en urna).
Los compromisarios no elegirán al Presidente del Partido, su función será debatir y posicionarse durante el Congreso del 14 y 15 de marzo sobre los cambios en los estatutos.

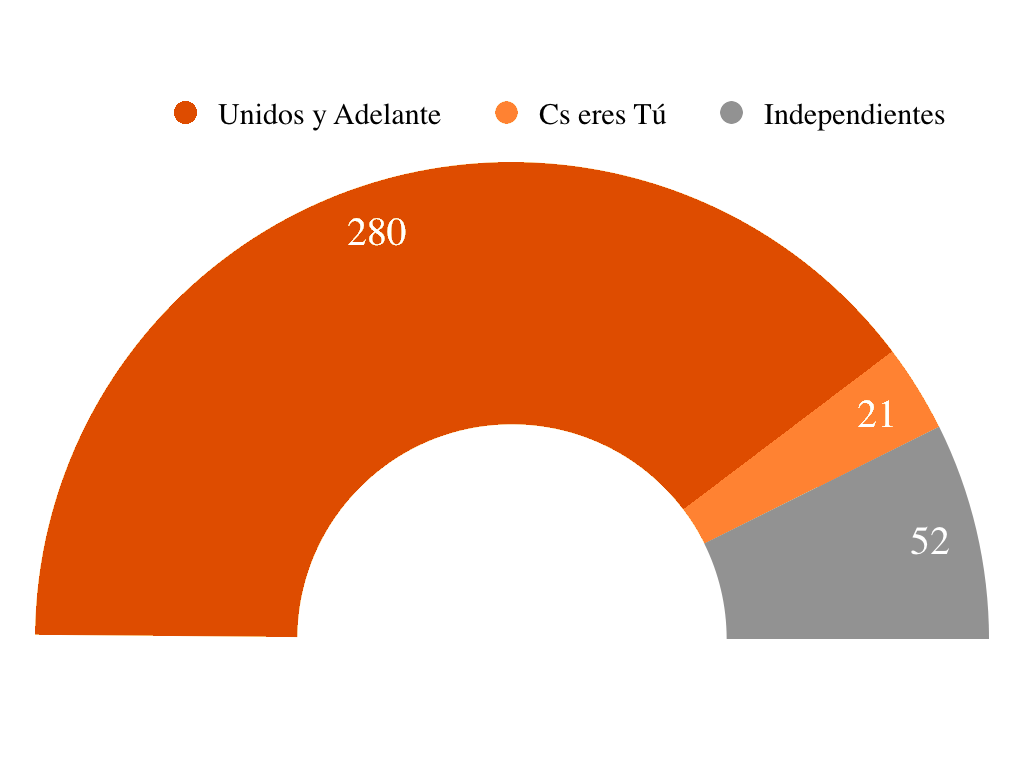
Número de Compromisarios obtenidos por cada candidatura

| Candidaturas              | Apoyo          | Número de compromisarios | Porcentaje |
| ------------------------- | -------------- | ------------------------ | ---------- |
| Unidos y Adelante         | Inés Arrimadas | 280                      | 79,3%      |
| Ciudadanos Eres Tú        | Francisco Igea | 21                       | 5,95%      |
| Candidatos Independientes | Independientes | 52                       | 14,7%      |
| Participación             | Participación  | Participación            | 51,7%      |

### Presidenciales[17]
|  | 76.91 % |

|  | 22.32 % |

|  | 0.74 % |